# Sogdiana Jizzakh
O PFK Sogdiana Jizzakh é um clube de futebol uzbeque com sede em Jizaque. A equipe compete no Campeonato Uzbeque de Futebol.

## História
O clube foi fundado em 1970.